# Dougie Poynter
Dougie Lee Poynter (Corringham, Essex; 30 de noviembre de 1987), popularmente conocido como Dougie Poynter, es el bajista y vocalista ocasional de la banda británica McFly, completada por Tom Fletcher, Danny Jones, y Harry Judd. Es también conocido por coronarse como ganador de la decimoprimera temporada del reality show británico I'm a Celebrity...Get Me Out of Here!, equivalente al español Supervivientes.

## Carrera musical

### McFly
Dougie Poynter con sólo 15 años, participó en un casting para entrar en McFly después de ver un anuncio en la revista NME, donde ponía que se buscaban un bajista y un batería para un grupo. Dougie y Harry hicieron el casting el mismo día. Aun así, ninguno de los dos tomó mucha parte en la grabación de Room on the 3rd Floor.
En el segundo disco de la banda,Wonderland, Dougie ayudó en la composición de unas cuantas canciones, pero no fue hasta Motion in the Ocean cuando una canción escrita completamente por él, «Transylvania», fue publicada, llegando a convertirse en número 1# en el Reino Unido.

Dougie utiliza en su mayoría de actuaciones bajos de la marca Music Man Sterling todos con leds en el mástil. Durante sus primeros meses en la banda usó un Fender Standard Precision Bass azul y luego Fender Mark Hoppus Signature Bass verde. Para la época del segundo álbum de estudio de la banda, Wonderland, Dougie usaba un Fender Jazz Bass y luego dos Musicman Stingray. Recientemente compró un bajo diseñado por Drew Brophy, pero apenas lo ha usado en apariciones públicas.

### Otros trabajos
Antes de unirse a McFly a la edad de 15 años, Poynter estaba en una banda llamada Ataiz. En 2010, Dougie y otras tres personas, incluyendo el productor de McFly Jason Perry, iniciaron una línea de ropa llamada Zukie, el nombre del lagarto mascota de Dougie. A principios de 2011, se confirmó que Dougie había comenzado su propia línea de ropa, con el nombre de Saint Kidd, una compañía pirata, inspirada por el personaje histórico William Kidd. También publicó un libro de cuentos infantiles junto con su compañero Tom Fletcher titulado The Dinosaur That Pooped Christmas, que trata sobre un niño al que le regalan un dinosaurio de juguete por Navidad.

## Apariciones en cine y televisión

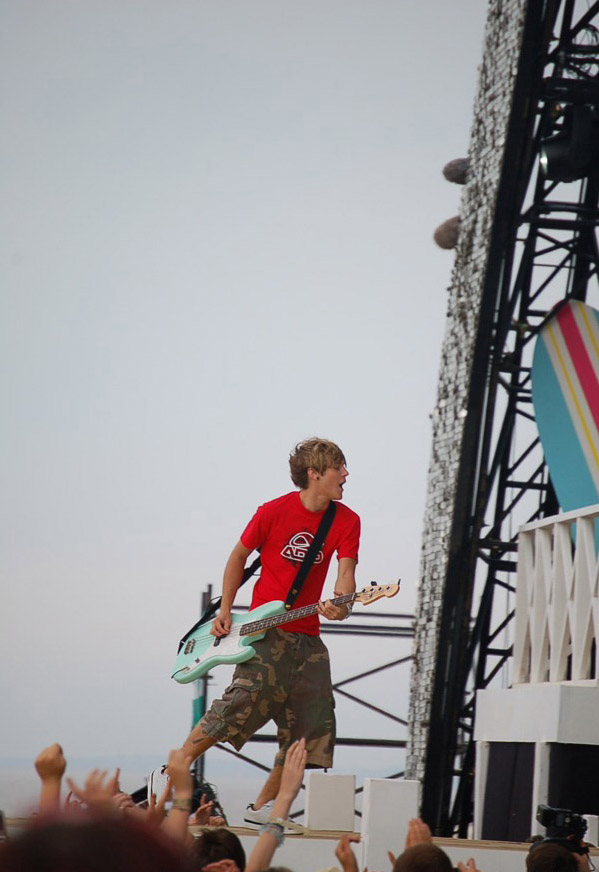
Dougie Poynter tocando con McFly en el escenario de T4 Beach en Weston Super Mare.

Dougie ha participado en el mundo cinematoráfico de dos maneras: la primera, participando en la película de Lindsay Lohan y Chris Pine, Just my luck, interpretándose a sí mismo. La segunda, poniendo voz al tema principal de la película de Ben Stiller, Night at the Museum, con el tema «Friday Night», extraído de su tercer álbum de estudio, Motion in the Ocean.
 También ha participado con sus compañeros en algunos episodios de series británicas como Casualty, Hollyoaks o Doctor Who y la más reciente, McFly On the Wall, donde se narra la experiencia como banda de los chicos y Dougie intenta hablar español y suelta la famosa frase Cafe co' lechi por la que es reconocida en países de habla hispana. En el año 2010, la banda rodó su propio cortometraje de 40 minutos de duración de tema vampírico, llamado Nowhere Left to Run, para promocionar su revolucionaria web Super City.

El 9 de noviembre de 2011 se anunció que Dougie tomaría parte del reality show inglés I'm a Celebrity...Get Me Out of Here! producido por la cadena ITV en el que fue el ganador, siendo así consagrado como el «King of the Jungle (Rey de la Jungla)» el 3 de diciembre de 2011.